# 4-α-グルカノトランスフェラーゼ
4-α-グルカノトランスフェラーゼ(4-alpha-glucanotransferase、EC 2.4.1.25)は、1,4-α-グルカンの一部分を、グルコースまたは1,4-α-D-グルカン等の炭化水素の別の部分に転移させる化学反応を触媒する酵素である。
この酵素は、グリコシルトランスフェラーゼ、特にヘキソシルトランスフェラーゼに分類される。系統名は、1,4-α-D-グルカン:1,4-α-D-グルカン 4-α-D-グリコシルトランスフェラーゼである。その他よく用いられる名前に、disproportionating enzyme、dextrin glycosyltransferase、D-enzyme、debranching enzyme maltodextrin glycosyltransferase、amylomaltase、dextrin transglycosylase等がある。この酵素は、デンプンとスクロースの代謝に関与する。

## 構造
2007年末時点で、この酵素の14個の構造が解明されている。蛋白質構造データバンクのコードは、1CWY、1ESW、1FP8、1FP9、1K1W、1K1Y、1LWH、1LWJ、1TZ7、1X1N、2OWC、2OWW及び2OWXである。